# Variolace
Variolace byla historická praxe, která spočívala v umělém zavádění malého množství materiálu z puchýřů infikovaných neštovicemi do těla zdravé osoby. Tato metoda byla používána k prevenci neštovic a byla předchůdcem moderní očkovací metody.